# Wasserturm Kiel-Wik
Der Wasserturm Kiel-Wik steht in Kiel-Wik an der Rostocker Straße zwischen der Endhaltestelle mehrerer Buslinien (Wik, Herthastraße) und dem ehemaligen Exerzierplatz der kaiserlichen Marine.

## Bauwerk

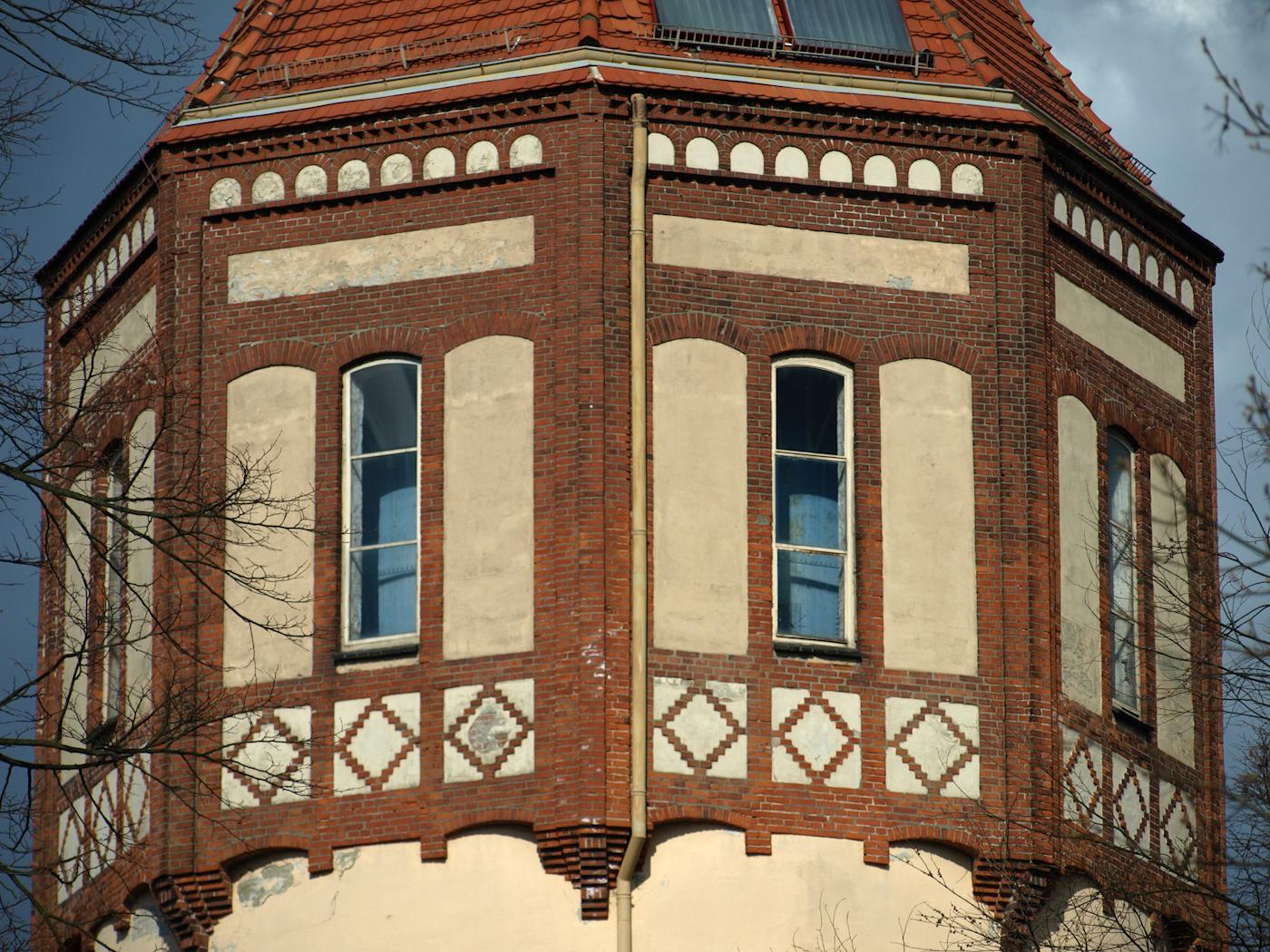
Turmkopf mit Ziermauerwerk

Der 34,2 Meter hohe Wasserturm hat einen zylindrischen Schaft, während die Außenwand in der Behälterzone achtseitig ist. Die Erdgeschossfassade zeigt Sichtmauerwerk in rotem Backstein, darüber sind die Wände hell verputzt. Im Behälterbereich ist die Fassade durch den Wechsel von Backstein- und Putzflächen gegliedert. Ein ebenfalls achtseitiges, mit roten Pfannen gedecktes Zeltdach schließt den Bau nach oben ab.
Bei dem Turm handelt es sich um eine mit Mauerwerk umkleidete Stahlbetonkonstruktion. Die tragenden Elemente sind Stahlbetonpfeiler im Inneren, die oben mit Rundbögen abschließen. Im Turmkopf befindet sich ein Barkhausen-Behälter aus genietetem Stahl mit 300 Kubikmeter Fassungsvermögen. Im Untergeschoss waren ursprünglich die Pumpen untergebracht.

## Geschichtliches
Der Turm wurde nach einem Entwurf von Marine-Baurat Adalbert Kelm zwischen April und September 1904 gebaut. Zusammen mit dem gleichzeitig errichteten Wasserwerk diente er zur Versorgung der neu entstandenen Kieler Marineschule und der Kasernen und Wohnanlagen der Marine. Bald darauf, in den Jahren 1907 bis 1910, entstand Adalbert Kelms Hauptwerk, die Marineschule Mürwik, dem Nachfolgebau der Kieler Marineschule, mit der er auch einen weiteren Wasserturm entwarf, den Marine-Wasserturm, der im Burgstil der neuen Schule entstand.
Nachdem 1966 das Wasserwerk stillgelegt worden war, fungierte der Turm bis 1981 als Zwischenspeicher für die Fernheizung. Dann stand er ungenutzt leer. 1992 stellte man das Gebäude unter Denkmalschutz, wenig später wurde es an einen Privatmann verkauft, der dort Wohnungen einrichtete.